# David Bromberg (album)
| Recensione | Giudizio |
| ---------- | -------- |
| AllMusic   | [ 1 ]    |

David Bromberg è il primo album di David Bromberg, pubblicato dalla Columbia Records nel 1971 (come indicato nel sito ufficiale dell'artista e come stampato sul retrocopertina del vinile originale C 31104, anche se secondo molte fonti l'uscita è collocata nel febbraio 1972).
Il disco è in parte registrato dal vivo e in parte in studio.

## Tracce
Brani composti da David Bromberg, tranne dove indicato
Lato A
1. Introduction/Last Song for Shelby Jean – 4:17
2. Suffer to Sing the Blues – 4:55
3. The Boggy Road to Milledgeville (Arkansas Traveler) – 2:13 (Brano tradizionale, arrangiamento e adattamento di David Bromberg e Norman Blake)
4. Dehlia – 7:50 (Brano tradizionale, arrangiamento e adattamento di David Bromberg)

Durata totale: 19:15
Lato B
1. Pine Tree Woman – 5:15
2. Lonesome Dave's Lovesick Blues #3 – 2:37
3. Mississippi Blues – 4:37 (Brano tradizionale, arrangiamento e adattamento di David Bromberg)
4. The Holdup – 2:55 (David Bromberg, George Harrison)
5. Sammy's Song – 4:46

Durata totale: 20:10

## Musicisti
- David Bromberg - chitarra, voce
- David Bromberg - chitarra solista e dobro (brano: Lonesome Dave's Lovesick Blues #3)
- David Amram - corno francese (brani: Last Song for Shelby Jean e The Holdup)
- Norman Blake - chitarra (brani: The Boggy Road to Milledgeville e Lonesome Dave's Lovesick Blues #3)
- Jody Stecher - fiddle, voce (brano: Suffer to Sing the Blues)
- Jody Stecher - mandolino, voce (brano: The Holdup)
- Tut Taylor - mandolino (brano: Lonesome Dave's Lovesick Blues #3)
- Vassar Clements - fiddle (brano: Lonesome Dave's Lovesick Blues #3)
- Bob Dylan - armonica (brano: Sammy's Song)
- Willow Scarlett - armonica, voce (brano: Suffer to Sing the Blues e The Holdup)
- Willow Scarlet - armonica (brano: Dehlia)
- Richard Grando - sassofono tenore (brani: Suffer to Sing the Blues e Lonesome Dave's Lovesick Blues #3)
- David Nichterne - pianoforte, voce (brano: The Holdup)
- David Nichterne - chitarra elettrica (brano: Suffer to Sing the Blues)
- Steve Burgh - basso, voce (brani: Suffer to Sing the Blues, The Boggy Road to Milledgeville e The Holdup)
- Steve Burgh - basso (brani: Last Song for Shelby Jean e Pine Tree Woman)
- Randy Scruggs - basso (brani: The Boggy Road to Milledgeville e Lonesome Dave's Lovesick Blues #3)
- Steve Mosley - batteria, voce (brani: Suffer to Sing the Blues e The Holdup)
- John Hartford - banjo (brano: Lonesome Dave's Lovesick Blues #3)[2]